# Кабананга, Жуниор
Жуниор Кабананга (фр. Junior Kabananga; род. 4 апреля 1989[…], Киншаса) — конголезский футболист, нападающий. Четырёхкратный чемпион Казахстана (2015—2018).

## Карьера

### Клубная
Жуниор родился в Киншасе, столице  ДР Конго. В юности играл в местных клубах CS Les Aigles Verts, FC Okinawa, AS Vita Club, FC Ngwena и FC MK Etanchéité (2009—2010).
В 21 год поехал покорять Европу, заключил трёхлетний контракт с бельгийским «Андерлехтом». Но сыграл там всего 128 минут в 7 играх за сезон на замене, хотя сумел забить гол в ворота «Шарлеруа». В январе 2011 года его отправили в аренду в клуб «Жерминаль Беерсхот» из Антверпена. Там он порвал связки колена и надолго выбыл из строя. Сезон 2012/2013 провёл в аренде в клубе Второго дивизиона «Руселаре». По окончании контракта с «Андерлехтом» 6 июля 2013 года перешёл в клуб «Серкль Брюгге», подписав двухлетний контракт. Но в сезоне 2014/2015 фламандский клуб вылетел в низший дивизион и конголезец стал искать новую команду.
19 июня 2015 года Кабананга перешёл в казахстанский клуб «Астана», заключив контракт на 2,5 года с правом продления. Дебютировал за «Астану» 28 июня в матче против «Кайрата».
Забил первый гол за клуб 25 июля в последнем матче второго круга чемпионата против «Окжетпеса» на 53-й минуте, а через минуту забил второй гол и тем самым принёс победу «Астане» (2-1). Всего в сезоне провёл 13 игр, забил 5 голов и стал с «Астаной» чемпионом Казахстана. В Кубке страны провёл две игры на замене. В том же сезоне сыграл в Лиге чемпионов УЕФА в 12 матчах за «Астану», включая все 6 игр группового этапа. Но, выходя на замену в половине игр, не смог реализовать свои моменты.
В январе 2016 года был отправлен в аренду в турецкий клуб Первой лиги «Кардемир Карабюкспор».
В июне 2016 был возвращён из аренды и на втором этапе чемпионата помог «Астане» сделать золотой дубль, забив 5 голов в 12 играх чемпионата и три гола в полуфинале и финале Кубка Казахстана, вполне оправдав свой контракт. В квалификации Лиги Чемпионов и групповом турнире Лиги Европы выступил во всех 12 играх и забил по голу белорусскому БАТЭ и греческому «Олимпиакосу».
По настоящему конголезец раскрылся в сезоне 2017 года, когда стал лидером команды, забив 19 голов в 31 матче чемпионата и обеспечив тем самым очередное чемпионство «Астаны». Сыграл все 6 матчей квалификации Лиги чемпионов УЕФА 2017/2018 и забил победный гол польской «Легии», также сыграл и 5 матчей группового турнира Лиги Европы УЕФА 2017/2018, забил гол испанскому «Вильярреалу» и два израильскому «Маккаби» и вышел с клубом в стадию плей-офф. Был признан лучшим правым нападающим чемпионата по версии ПФЛК и лучшим футболистом чемпионата 2017 по версии портала sports.kz.
30 января 2018 года подписал контракт на 2,5 года с клубом «Аль-Наср» из столицы Саудовской Аравии Эр-Рияда. При трансферной стоимости игрока 1,8 млн евро саудиты заплатили «Астане» за переход футболиста 2 миллиона евро. И 8 февраля в своём дебютном матче против лидера чемпионата «Аль-Хиляль» Кабананга забил свой первый гол, но победу в столичном дерби не удержали (2-2). В итоге он сыграл весной 2018 года 6 матчей за саудовский клуб, забил 4 гола и стал с ним бронзовым призёром чемпионата Саудовской Аравии.
Однако арабский футбол не подошёл конголезцу и он запросился обратно. 11 июля 2018 года «Аль-Наср» передал Кабанангу в аренду на год в ту же «Астану». Африканец сыграл в чемпионате 6 игр без голов и стал золотым призёром с командой. В еврокубках участвовал в 10 матчах и тоже не забил ни одного гола. Легионер начал реабилитироваться только в сезоне 2019, когда 3 марта забил оба гола в матче за Суперкубок Казахстана с «Кайратом» и принёс победу клубу. Но в чемпионате игра опять не заладилась (14 игр и два гола) и «Астана» не стала продлевать аренду.
В июле 2019 года перешёл в катарский клуб «Катар СК».

### Сборная
Дебютировал за сборную Демократической Республики Конго в 2014 году.
В январе 2015 года на Кубке африканских наций 2015 в Экваториальной Гвинее сыграл в 4 играх из 6 за сборную ДР Конго, каждый раз выходя на замену, и завоевал с командой бронзовые медали.
В январе 2017 года на Кубке африканских наций 2017 в Габоне в первом же матче в группе С, выйдя в стартовом составе, забил единственный гол в ворота сборной Марокко (1-0). А в следующем матче ассистировал в первом голе Нескенсу Кебано и сам забил второй гол действующему чемпиону — сборной Кот-д’Ивуара (2-2). В заключительной игре группового этапа со сборной Того снова открыл счёт, а матч закончился победой ДР Конго со счетом 3-1. В итоге сборная ДР Конго заняла первое место в группе. Но в четвертьфинале против Ганы Жуниор не забил, сборная ДР Конго проиграла (1-2) и выбыла из турнира. Но Кабананга с тремя голами стал лучшим бомбардиром Кубка африканских наций 2017 и единственный из сборной ДР Конго вошёл в состав символической сборной Кубка африканских наций 2017.

## Достижения

### Командные
«Андерлехт»
- Бронзовый призёр чемпионата Бельгии: 2010/11

«Карабюкспор»
- Серебряный призёр чемпионата Турции: 2015/16

Сборная ДР Конго
- Бронзовый призёр Кубка африканских наций: 2015

«Астана»
- Чемпион Казахстана (4): 2015, 2016, 2017, 2018
- Финалист Кубка Казахстана: 2015
- Обладатель Кубка Казахстана: 2016
- Финалист Суперкубка Казахстана: 2017
- Обладатель Суперкубка Казахстана: 2019

«Аль-Наср»
- Бронзовый призёр чемпионата Саудовской Аравии: 2017/18

«Шахтёр»
- Чемпион Беларуси: 2020

### Личные
- Лучший бомбардир Кубка Казахстана по футболу 2016
- Лучший бомбардир Кубка африканских наций 2017
- Лучший правый нападающий чемпионата Казахстана 2017 по версии ПФЛК

## Статистика
| Сезон   | Клуб                 | Лига                    | Лига  | Лига | Кубок | Кубок | Евро  | Евро | Всего | Всего |
| Сезон   | Клуб                 | Лига                    | Матчи | Голы | Матчи | Голы  | Матчи | Голы | Матчи | Голы  |
| ------- | -------------------- | ----------------------- | ----- | ---- | ----- | ----- | ----- | ---- | ----- | ----- |
| 2010/11 | Андерлехт            | Про-Лига                | 5     | 1    | 2     | 0     | 0     | 0    | 7     | 1     |
| 2010/11 | Беерсхот (аренда)    | Про-Лига                | 2     | 0    | 0     | 0     | 0     | 0    | 2     | 0     |
| 2012/13 | Руселаре (аренда)    | Второй дивизион Бельгии | 29    | 5    | 0     | 0     | 0     | 0    | 29    | 5     |
| 2013/14 | Серкль Брюгге        | Про-Лига                | 34    | 5    | 3     | 2     | 0     | 0    | 37    | 7     |
| 2014/15 | Серкль Брюгге        | Про-Лига                | 30    | 8    | 2     | 0     | 0     | 0    | 32    | 8     |
| 2015    | Астана               | Премьер-Лига            | 13    | 5    | 2     | 0     | 12    | 0    | 27    | 5     |
| 2015/16 | Карабюкспор (аренда) | Первая лига Турции      | 7     | 2    | 0     | 0     | 0     | 0    | 7     | 2     |
| 2016    | Астана               | Премьер-Лига            | 12    | 5    | 2     | 3     | 12    | 2    | 26    | 10    |
| 2017    | Астана               | Премьер-Лига            | 31    | 19   | 1     | 0     | 11    | 4    | 43    | 23    |
| 2017/18 | Аль-Наср             | Премьер-Лига            | 6     | 4    | 0     | 0     | 0     | 0    | 6     | 4     |
| 2018    | Астана (аренда)      | Премьер-Лига            | 6     | 0    | 0     | 0     | 10    | 0    | 16    | 0     |
| 2019    | Астана (аренда)      | Премьер-Лига            | 14    | 2    | 2     | 2     | 0     | 0    | 16    | 4     |
|         |                      |                         | 189   | 56   | 14    | 7     | 45    | 6    | 248   | 69    |